# Bahía de Cañacao
Bahía de Cañacao es una entrada de la bahía de Manila en el extremo final de la península de Cavite, en la provincia homónima, parte de la isla de Luzón, al norte del país asiático de las Filipinas.
La bahía es un buen fondeadero y en su parte norte se encuentra la base naval puerto de Cavite (Punta Sangley) manejada por los Estados Unidos.